# SV Landeck
Der SV Landeck ist ein österreichischer Fußballverein aus der Stadt Landeck im Bezirk Landeck in Tirol und wurde 1951 gegründet. Die Oberinntaler waren 1960 in der damaligen zweitklassigen Arlbergliga vertreten. Die Kampfmannschaft spielt derzeit (Saison 2024/25) in der Landesliga West.

## Geschichte
Vorgeschichte
Die Gründungsjahre des SC Landeck liegen in den 1930er Jahren. Als ersten Obmann wählten die Verantwortlichen den Radrennfahrer Albert Oblinger, der an der Tour de Suisse und Tour de France teilnahm. Die Landecker spielten, so wie der SV Silz und der SC Imst, in der Oberlandliga.
Im Herbst 1946 setzten sich der damalige Obmann des SC Landeck, Otto Daburt, und Josef Rimml dafür ein, in Landeck den Arbeiter-, Turn- und Sportverein Landeck-Zams zu gründen. Erster Obmann wurde Josef Rimml und folgende Mannschaft hatte den Aufstieg geschafft: Ernst Whys, Ossi Wechner, Robert Senn, Hubert Prantner, Erwin Guggenberger, Adi Zangerle, Hans Rieger, Hans Kappacher, Josef Senn, Helmut Bowolny, Ernst Koss, Josef Tamerl, Klaus Landerer, Erwin Schneider.
Gründung des SV Landeck
Im Gasthof Nußbaum trafen sich im April 1949 die Verantwortlichen beider Vereine zu einer Generalversammlung und lösten zuerst den FC Landeck, auch SC Landeck, und dann den ATSV Landeck-Zams auf, um sich am Abend wieder zu treffen und den SV Landeck zu gründen, dem Stefan Lami als erster Obmann verstand.
Arlbergliga
In der Tiroler Meisterschaft 1958/59 qualifizierte sich der Verein für die Arlbergliga, die durch die Regionalliga West reformiert wurde, der SV Landeck landete auf dem 10. Platz, der den Abstieg in die Landesliga Tirol bedeutete.
Die Aufstellung zur damaligen Zeit lautete wie folgt:
Josef Egger – Herbert Juen, Klaus Siess, Hubert Prantner – Hans Gadient, Hubert Tiefenbrunn, Werner Albertini – Walter Pesjak, Anton Tiefenbacher, Richard Reich, Kurt Kubin.
50-jähriges-Jubiläum
Bis zum 50-Jahr-Bestandsjubiläum wollte der Verein unbedingt einen Aufstieg feiern und holte zahlreiche Spielerverstärkungen aus Innsbruck: Luis Trenkwalder, Walter Saurer, Anton Isser, Josef Kremser und Hubert Thönig. 1984 wurde das 50-jähriges Bestandsjubiläum gefeiert und man belegte den 7. Platz der Tiroler Liga.
In der Saison 1987/88 stieg der Verein in die Landesliga West ab. In den folgenden Jahren befand sich der Verein häufiger in der Landesliga West als in der Tiroler Liga.
Abstieg in die Gebietsliga
Anfang der 2000er Jahre war der Verein in der Landesliga West, feierte 2002 den Meistertitel und stieg in die Tiroler Liga auf, wo man sich, wie in den 1990er Jahren, nicht dauerhaft etablieren konnte, bis die Oberinntaler 2012 gar den Abstieg in die Gebietsliga West hinnehmen mussten.
Eingliederung des FC Landeck
Der zweite Landecker Fußballclub, der FC Landeck, stieg in der Saison 1998/99 in die Meisterschaft ein und wurden von zehn Teams Achter, 2003 gelangte der Club in die 1. Klasse West auf. In der Saison 2003/04 wurde der Club Sechster, schloss sich dem SV Landeck an und gliedert sich als zweite Mannschaft  ein. In der Saison 2004/05 spielte dieses Team in der 2. Klasse West.
Abstieg in die Bezirksliga
2016 stiegen die Oberländer in die Bezirksliga West ab
Aufstieg in die Gebietsliga
2018 gelang ihnen der Aufstieg in die Gebietsliga West.
Aufstieg in die Landesliga
2019 gelang dann der direkte Durchmarsch in die Landesliga. In dieser Spielklasse hält man sich bis heute stets in Mittelfeld der Tabelle mit Ambitionen nach oben.
Obmänner
| - 1949 – ????: Stefan Lami - ???? – 1980: Manfred Gasser - 1980 – 1984: Ekkehardt Rainalter - 1984 – 1985: Herbert Litsch - 1986 – 1990: Franz Raich - 1990/91: Elmar Landerer | - 1991/92: Engelbert Carpentari - 1992 – 1996: Ekehardt Rainalter - 1995/96: Engelbert Marth - 1996 – 1998: Gerhard Walser - 1998 – 2000: Christoph Carotta - 2001 – 2007: Gerhard Walter | - 2007 – 2013: Wolfgang Jörg - 2013 – 2020: Christian Wilhelm - 2020 bis heute: Mathias Niederbacher |

## Titel und Erfolge
- 1 × Zweitligateilnahme (Arlbergliga): 1959/60
- 1 × Meister der Tiroler Liga: 1959